# The Comic
The Comic é um filme de 1969 dos gêneros comédia, humor negro e drama, dirigido por Carl Reiner. É estrelado por Dick Van Dyke, foi inspirado no final da era do cinema mudo, em parte, pela vida da estrela do cinema mudo Buster Keaton.

## Elenco
- Dick Van Dyke .... Billy Bright
- Michele Lee .... Mary Gibson
- Mickey Rooney .... Cockeye
- Cornel Wilde .... Frank Powers
- Nina Wayne .... Sybil
- Pert Kelton .... Mama
- Steve Allen .... Ele Mesmo
- Barbara Heller .... Ginger
- Ed Peck .... Edwin G. Englehardt
- Jeannine Riley .... Lorraine
- Gavin MacLeod .... 1° Diretor
- Jay Novello .... Miguel
- Craig Huebing .... Médico
- Paulene Myers .... Phoebe
- Fritz Feld .... Armand